# 全面战争传奇：不列颠尼亚王座
《全面战争传奇：不列颠尼亚王座》是一款由Creative Assembly开发、由世嘉发行的回合制策略游戏。该游戏于2018年5月3日发售。
全面战争传奇（Total War Saga）着重的是历史上的短暂时刻，几个月到几十年而已。相比较，全面战争（Total War）的游戏内时间一般有几百年。

## 游戏内容

### 背景
《全面战争传奇：不列颠尼亚王座》是全面战争系列游戏在2018年推出的一部正传作品，同时也是这一系列首次将背景设定为英国七国时代。本作的故事起始于威塞克斯国王阿尔弗雷德大帝在位时期。当时，维京人不断入侵不列颠群岛，大肆烧杀掳掠，盎格鲁-撒克逊人建立的诸王国风雨飘摇。玩家可控制其中的一个势力，最终统一不列颠群岛。

### 派系
- 盎格魯-撒克遜人（英格蘭）：麥西亞王國、威塞克斯王國
- 布立吞人（威爾斯）：斯特拉斯克莱德王國、格温内斯王國
- 蓋爾人（蘇格蘭、愛爾蘭）：蘇格蘭王國、米斯王國（英语：Kingdom of Meath）
- 維京遠征軍（丹麥）：東盎格利亞王國、諾森布里亞王國
- 維京海盗（挪威）：群岛王国、都柏林王國

## 下载内容（DLC）
- 鲜血、汗水与长矛（Blood, Sweat and Spears（页面存档备份，存于））：新增戰鬥的濺血特效

## 评价
此作至2019年底止，在Steam遊戲平台上，擁有遊戲的玩家們寫下了6051篇評論，其中僅有約59%給予好評，目前整體評價僅為「褒貶不一」；此評價無論是在全面戰爭系列作史上或整個Steam平台上都稱不上是特別優秀。